# 박해종
박해종(1952년 9월 9일 ~)은 기업은행, OB에서 뛴 전 야구 선수다. 고교 시절인 1970년에는 팀의 대통령배 준우승을 이끌었으며, 1977년 니카과라 슈퍼 월드컵에서 대한민국의 우승에 기여했다. 1981년 은퇴했으나 1984년 OB의 러브콜을 받고 현역에 복귀해 2시즌을 더 소화하고 은퇴했다. 1973년 한국 야구 최초로 지명타자로 경기를 뛴 선수이기도 하다.

## 출신 학교
- 동대문중학교
- 청원고등학교
- 연세대학교

## 같이 보기
- 1984년 OB 베어스 시즌
- 1985년 OB 베어스 시즌